# 이영문
이영문(1933년 3월 30일~2017년 4월 14일)은 대한민국의 정치인이다. 제13·14대 국회의원을 지냈다.

## 역대 선거 결과
|  | 43.72% |

|  | 37.76% |

|  | 24.29% |